# Svensk uppfödningslöpning
Svensk uppfödninglöpning är en årlig travtävling som körs på Jägersro i Malmö. Loppet körs med tvååriga varmblodiga travhästar som kvalat in till finalen genom försöksheat. Både försöks- och finallopp körs över distansen 1640 meter med autostart (bilstart). Finalloppets förstapris är 700 000 kronor och är ett Grupp 1-lopp, det vill säga ett lopp av högsta internationella klass.
Premiärvinnaren 1926 hette Ibrahim Pascha och kördes och tränades av Sophus Sörensen. Detta ekipage vann även Svenskt Travkriterium (1927) och Svenskt Travderby (1928). Loppet har sedan premiären körts varje år, förutom 1961, 1963 och 1970. År 2018 blev det dött lopp mellan Belker och Bythebook.
Då Tetrick Wania segrade i 2021 års upplaga tillsammans med Riina Rekilä var det första gången i loppets historia som en kvinnlig kusk segrade.

## Distanser
Ursprungligen kördes loppet över en distans på 1609 meter (1926-1936). Detta kortades sedan till 1600 meter (1937-1975) och utökades senare till 1640 meter (1976-1994). Loppet har även körts över 2140 meter (1995-2011), men körs idag över distansen 1640 m autostart.

## Vinnare
| År   | Häst              | Kusk                | Tränare            | Odds  | Tid    | Tvåa                                 | Trea              |
| ---- | ----------------- | ------------------- | ------------------ | ----- | ------ | ------------------------------------ | ----------------- |
| 2024 | Pele Boko         | Örjan Kihlström     | Erwin Bot          | 6,24  | 1.13,7 | Eol                                  | Pure Athena       |
| 2023 | L'Amourpourblanca | Rick Ebbinge        | Rick Ebbinge       | 3,25  | 1.12,4 | Romulus Tooma                        | Oriana Boko       |
| 2022 | Fiftyfour         | Ken Ecce            | Tomas Malmqvist    | 2,92  | 1.13,4 | Frustration                          | Vegas Wania       |
| 2021 | Tetrick Wania     | Riina Rekilä        | Riina Rekilä       | 1,24  | 1.13,8 | Monastery Boko                       | Julia Sisu        |
| 2020 | Islay Mist Sisu   | Peter Ingves        | Per Nordström      | 8,04  | 1.14,3 | Mellby Jinx                          | Felix Orlando     |
| 2019 | Revelation        | Per Nordström       | Per Nordström      | 27,95 | 1.13,4 | Armani Degato                        | Global Badman     |
| 2018 | Belker (DH)       | Torbjörn Jansson    | Sten O. Jansson    | 4,03  | 1.13,7 | Ingen tvåa, dött lopp om förstaplats | Aetos Kronos      |
| 2018 | Bythebook (DH)    | Örjan Kihlström     | Svante Båth        | 1,13  | 1.13,7 | Ingen tvåa, dött lopp om förstaplats | Aetos Kronos      |
| 2017 | Global Welcome    | Erik Adielsson      | Svante Båth        | 3,32  | 1.13,1 | Attraversiamo                        | Racing Brodda     |
| 2016 | Coin Perdu        | Erik Adielsson      | Svante Båth        | 1,68  | 1.12,7 | Executive Caviar                     | Dats Caballo      |
| 2015 | Gareth Boko       | Per Lennartsson     | Per Lennartsson    | 2,00  | 1.14,0 | Racing Mange                         | Chocolate Gold    |
| 2014 | Mister J.P.       | Björn Goop          | Björn Goop         | 1,51  | 1.13,8 | Sucre                                | Xceed G.T.        |
| 2013 | Onceforall Face   | Lutfi Kolgjini      | Lutfi Kolgjini     | 4,33  | 1.13,7 | Orion Tilly                          | M.T.Jest          |
| 2012 | Denim Boko        | Per Nordström       | Per Nordström      | 10,10 | 1.12,9 | Nugget's Face                        | Västerbo Loveboat |
| 2011 | Fascination       | Johnny Takter       | Lars I. Nilsson    | 3,86  | 1.15,3 | Global Offshore                      | Quid Pro Quo      |
| 2010 | Global Noble      | Johnny Takter       | Anna Forssell      | 3,29  | 1.16,6 | Lookslike A Face                     | Lovely Face       |
| 2009 | Raja Mirchi       | Lutfi Kolgjini      | Lutfi Kolgjini     | 1,51  | 1.15,4 | Song Glider                          | Amour Rapide      |
| 2008 | Zimba Boko        | Jorma Kontio        | Markku Nieminen    | 1,66  | 1.16,9 | Digital Chit Chat                    | Zidane Boshoeve   |
| 2007 | Micro Mesh        | Lutfi Kolgjini      | Lutfi Kolgjini     | 2,87  | 1.16,7 | Mystical Ann                         | Barbie Tooma      |
| 2006 | M.T.Cheyenne      | Tommy Hanné         | Tommy Hanné        | 8,29  | 1.17,0 | Walsh Boko                           | Hobgoblin Face    |
| 2005 | Simb Chaplin      | Jorma Kontio        | Markku Nieminen    | 2,37  | 1.16,3 | Garfish Face                         | Tap Dance         |
| 2004 | Bertuzzi          | Jorma Kontio        | Sölve Bäck         | 3,43  | 1.16,0 | Striking Ås                          | Hot Bora Bora     |
| 2003 | Even Who          | Björn Goop          | Svante Båth        | 64,41 | 1.17,2 | Enjoy My Face                        | Flying Young      |
| 2002 | Luxury Ås         | Lars Lindberg       | Svante Båth        | 1,57  | 1.16,8 | Sissy Jean Boko                      | Ride Noss         |
| 2001 | Hövding Lavec     | Lutfi Kolgjini      | Lutfi Kolgjini     | 15,21 | 1.16,5 | Malabar Circle Ås                    | Grenouille        |
| 2000 | Omega Topline     | Lutfi Kolgjini      | Lutfi Kolgjini     | 1,94  | 1.18,6 | Staro Showbiz                        | Com Moa           |
| 1999 | Noir Qualite      | Heiner Christiansen | Lutfi Kolgjini     | 3,20  | 1.16,6 | Macro Abb                            | Fellini Lavec     |
| 1998 | Revenue           | Lutfi Kolgjini      | Lutfi Kolgjini     | 3,40  | 1.16,7 | Namarra Boko                         | O'Haras Arrow     |
| 1997 | Sarah Palema      | Staffan Nilsson     | Staffan Nilsson    | 4,50  | 1.18,6 | Heaven Sent                          | Åke Pe            |
| 1996 | Gardens Mack      | Torbjörn Jansson    | Annelie Henriksson | 2,41  | 1.18,3 | Arvells Tenant                       | Pay Love          |
| 1995 | Bon Joss          | Per Lennartsson     | Ulf Delmondo-Dijon | 13,53 | 1.17,3 | Crown Storm                          | Tassel Tutiluren  |
| 1994 | Trophy Ås         | Johnny Takter       | Johnny Takter      | 5,51  | 1.15,5 | Sandra Leber                         | Matastar Ås       |
| 1993 | Dynamite Jon      | Veijo Heiskanen     | Kenneth Jonsson    | 2,51  | 1.17,7 | Dear One                             | Bellman           |
| 1992 | Super Vip         | Veijo Heiskanen     | Veijo Heiskanen    | 3,35  | 1.17,0 | Atas Crook                           | Mack Star         |
| 1991 | La Promessa       | Olle Goop           | Olle Goop          | 3,30  | 1.17,9 | Bolets Silver                        | Lady Snärt        |
| 1990 | Com Charlie       | Stig H. Johansson   | Stig H. Johansson  | 1,88  | 1.18,9 | Chance Lindflower                    | Army Bay          |
| 1989 | Brodi Star        | Örjan Ådefors       | Malte Broström     | 2,10  | 1.19,0 | La Prima                             | Ameer Oman        |
| 1988 | Super Sessan      | Ingemar Bok         | Ingemar Bok        | 5,29  | 1.18,8 | Bolets Viol                          | Beauty Elaine     |
| 1987 | Ilse Bowler       | Kaj Widell          | Conny Johansson    | 2,15  | 1.19,3 | Kung Viljestark                      | Eva Gazeau        |
| 1986 | Racoon            | Milan Reljanovic    | Milan Reljanovic   | 4,86  | 1.20,2 | Yonkers S.                           | Do Run Run        |
| 1985 | Wanja W.          | Olle Goop           | Olle Goop          | 5,09  | 1.20,8 | Evita Noon                           | Ellen Larc        |
| 1984 | Brooklet Valley   | Sören Norberg       | Sören Norberg      | 5,66  | 1.20,1 | The Iron Lady                        | Vilse             |
| 1983 | Tangens           | Stig H Johansson    | Hans Ahlbin        | 1,32  | 1.19,9 | Anneka                               | Dina Turner       |
| 1982 | John M.           | Glen Norman         | Glen Norman        | 3,15  | 1.22,6 | Musca                                | Scotfree          |
| 1981 | Keba Way          | Jim Frick           | Jim Frick          | 8,15  | 1.19,6 | Fabian                               | Mantissa          |
| 1980 | Active Roy        | Kaj Widell          | Kaj Widell         | 4,95  | 1.21,8 | Divina Tilly                         | Darega Ask        |
| 1979 | Lep Curie         | Sören Nordin        | Sören Nordin       | 16,61 | 1.23,6 | Clautilde                            | Ayres Bee         |
| 1978 | Linda Ceder       | Stig H. Johansson   | Stig H. Johansson  | 5,84  | 1.25,7 | Aktör Örn                            | Ric O`Polo        |
| 1977 | Janbro Active     | Sören Nordin        | Sören Nordin       | 1,30  | 1.21,3 | Fehmi J:r                            | Lego Lep          |
| 1976 | Pelle Lep         | Gert Nilsson        | Gert Nilsson       | 2,16  | 1.25,2 | Princess Lass                        | Baroness Hill     |
| 1975 | Ego Wayraid       | Ebbe Jönsson        | Ebbe Jönsson       | 1,48  | 1.21,8 | Fia Sig                              | Heimon Greves     |
| 1974 | Abstracta         | Erik W. Larsson     | Erik W. Larsson    | 2,36  | 1.24,3 | Snapphanepojken                      | Lime Village      |
| 1973 | Librette Sund     | Leif Lövgren        | Sören Nordin       | 3,32  | 1.21,7 | Josette Håleryd                      | Smiss Charming    |
| 1972 | Ixi Håleryd       | Sören Nordin        | Sören Nordin       | u.t.  | 1.21,8 | Yum Yum                              | Billy Frost       |
| 1971 | Spike Boy         | Sören Nordin        | Sören Nordin       | 1,24  | 1.23,8 | Ocala                                | Talino            |
| 1969 | G. A. Scotch      | Sören Nordin        | Sören Nordin       | 1,39  | 1.23,1 | Golden Day                           | Master Frances    |
| 1968 | Gate Lucy         | Göran Kärrstrand    | Göran Kärrstrand   | 7,00  | 1.26,3 | Kate Harlan                          | Ivadun            |
| 1967 | Segerstorp Barlow | Sören Nordin        | Sören Nordin       | 1,25  | 1.21,8 | Lill Clementz                        | Mr Darn           |
| 1966 | Harlans Princess  | Ebbe Jönsson        | Ebbe Jönsson       | 17,35 | 1.25,3 | Star Nibs                            | Joli Bell         |
| 1965 | Grafik            | Bertil Jansson      | Bertil Jansson     | 5,74  | 1.22,4 | Lloydson                             | Safari Marie      |
| 1964 | Lespri            | Kjell Isgren        | Kjell Isgren       | 7,21  | 1.22,7 | Raya Fortuna                         | Monopol           |
| 1962 | Nixon             | Gunnar Nordin       | Sören Nordin       | 1,68  | 1.25,9 | Tamira                               | Merry Day         |
| 1960 | Agon Tide         | Birger Bengtsson    | Birger Bengtsson   | 4,06  | 1.21,8 | Devilla                              | Lady Ellen        |
| 1959 | Gaza              | Filip Norén         | Filip Norén        | 3,36  | 1.28,9 |                                      |                   |
| 1958 | Donau Speed       | Bertil Jansson      | Bertil Jansson     | 6,08  | 1.26,6 |                                      |                   |
| 1957 | Rutherford        | Birger Bengtsson    | Birger Bengtsson   | 4,94  | 1.29,4 |                                      |                   |
| 1956 | Quite             | Robert Westergren   | Nils Sundin        | 12,71 | 1.27,2 |                                      |                   |
| 1955 | Hetty Bulwark     | Stig Johnsson       | Stig Johnsson      | 3,57  | 1.25,8 |                                      |                   |
| 1954 | Guide Fortuna     | Algot Scott         | Algot Scott        | 28,74 | 1.27,3 |                                      |                   |
| 1953 | Freddy Bulwark    | Stig Johnsson       | Stig Johnsson      | 2,78  | 1.29,3 |                                      |                   |
| 1952 | Evy Bulwark       | Nils Sundin         | Nils Sundin        | 8,06  | 1.24,9 |                                      |                   |
| 1951 | Dresden           | Karl Pettersson     | Karl Pettersson    | 5,43  | 1.25,1 |                                      |                   |
| 1950 | Stella Polaris    | Hugo Andersson      | Hugo Andersson     | 1,97  | 1.30,8 |                                      |                   |
| 1949 | Silver Dream      | Filip Norén         | Filip Norén        | 2,06  | 1.26,9 |                                      |                   |
| 1948 | Roland            | Hugo Nordqvist      | Hugo Nordqvist     | 2,64  | 1.25,6 |                                      |                   |
| 1947 | Toreador          | Erik Larsson        | Erik Larsson       | 2,08  | 1.26,9 |                                      |                   |
| 1946 | Peter Scott       | Allan Lindskog      | Allan Lindskog     | 7,47  | 1.29,8 |                                      |                   |
| 1945 | Jagilon           | Hugo Andersson      | Hugo Andersson     | 2,38  | 1.28,8 |                                      |                   |
| 1944 | Triology          | Åke Nilsson         | Åke Nilsson        | 4,92  | 1.30,8 |                                      |                   |
| 1943 | Sigrid Pinero     | Hans Ringström      | Hans Ringström     | 1,97  | 1.29,8 |                                      |                   |
| 1942 | Effi Brodda       | Allan Lindskog      | Allan Lindskog     | 5,09  | 1.28,8 |                                      |                   |
| 1941 | Silver Princess   | Sören Nordin        | Sören Nordin       | 5,09  | 1.26,4 |                                      |                   |
| 1940 | Minister          | Antony Adamski      | Antony Adamski     | 4,66  | 1.28,7 |                                      |                   |
| 1939 | Sybil Boy         | Olle M Månsson      | Olle M Månsson     | 3,93  | 1.29,5 |                                      |                   |
| 1938 | Main Express      | Pieter Doeleman     | Pieter Doeleman    | 2,00  | 1.26,4 |                                      |                   |
| 1937 | Maja Hanover      | Hans Ringström      | Hans Ringström     | 1,31  | 1.27,8 |                                      |                   |
| 1936 | Hall              | Hans Ringström      | Hans Ringström     | 1,59  | 1.30,5 |                                      |                   |
| 1935 | Sabina            | Göte Nilsson        | Göte Nilsson       | 2,22  | 1.37,6 |                                      |                   |
| 1934 | Sassa Hanover     | Fritz Mahler        | Fritz Mahler       | 1,30  | 1.35,0 |                                      |                   |
| 1933 | May Vienna        | Göte Nilsson        | Göte Nilsson       | 5,71  | 1.38,1 |                                      |                   |
| 1932 | Etta June         | Gotthard Ericsson   | Gotthard Ericsson  | 1,16  | 1.38,8 |                                      |                   |
| 1931 | Dolo              | Carl A Schoug       | Carl A Schoug      | 1,93  | 1.40,4 |                                      |                   |
| 1930 | Miss Brook Worthy | Niels Sölberg       | Niels Sölberg      | 1,18  | 1.42,1 |                                      |                   |
| 1929 | Trontorp          | Anders Nilsson      | Anders Nilsson     | 2,75  | 1.46,1 |                                      |                   |
| 1928 | Ruter Dam         | Anders Nilsson      | Anders Nilsson     | 1,11  | 1.52,0 |                                      |                   |
| 1927 | King Viggo        | Niels Jan Koster    | Niels Jan Koster   | 1,44  | 1.40,3 |                                      |                   |
| 1926 | Ibrahim Pascha    | Sophus Sörensen     | Sophus Sörensen    | 3,81  | 1.39,9 |                                      |                   |